# Gu Li
Gu Li (古力S, Gǔ LìP; Chongqing, 3 febbraio 1983) è un goista cinese tra i migliori al mondo tra il 2003 e il 2010.

## Biografia
Diventato professionista nel 1994, per il resto di quel decennio rimase abbastanza in ombra a causa della giovane età. A partire dai primi anni 2000 ha iniziato ad imporsi in diversi tornei nazionali e internazionali, diventando uno dei goisti più forti e titolati del mondo.
Nel suo palmares figurano 31 titoli nazionali, 12 continentali e 8 internazionali.

## Titoli
| Nazionali                    | Nazionali                  | Nazionali            |
| Tornei                       | Vittorie                   | Finalista            |
| ---------------------------- | -------------------------- | -------------------- |
| Xinren Wang                  | 2 (2001, 2005)             |                      |
| Ricoh Cup                    | 1 (2001)                   | 1 (2008)             |
| National Sports Mass Meeting | 2 (2002, 2010)             |                      |
| Xinan Wang                   | 1 (2003)                   | 3 (2004, 2009, 2013) |
| Tianyuan                     | 6 (2003-2008)              | 2 (2009-2010)        |
| Ahan Tongshan Cup            | 4 (2003, 2005, 2008, 2012) |                      |
| CCTV Cup                     | 1 (2004)                   | 1 (2005)             |
| Mingren                      | 6 (2004-2009)              | 1 (2010)             |
| NEC Cup (Cina)               | 4 (2004, 2006, 2008-2009)  | 1 (2005)             |
| Changqi Cup                  | 2 (2007, 2011)             | 1 (2006)             |
| Quzhou-Lanke Cup             | 1 (2008)                   | 1 (2006)             |
| Longxing                     | 1 (2008, 2014)             |                      |
| Totale                       | 31                         | 11                   |
| Continentali                 |                            |                      |
| China-Korea New Pro Wang     | 2 (2001, 2005)             |                      |
| Tengen Cina-Corea            | 4 (2003-2005, 2007)        | 2 (2006, 2008)       |
| Agon Cup Cina-Giappone       | 4 (2004, 2006, 2009, 2013) |                      |
| World Mingren                | 1 (2010)                   |                      |
| China-Japan Longxing         | 1 (2010)                   |                      |
| Totale                       | 12                         | 2                    |
| Internazionali               |                            |                      |
| LG Cup                       | 2 (2006, 2009)             |                      |
| Chunlan Cup                  | 2 (2007, 2015)             |                      |
| Fujitsu Cup                  | 1 (2008)                   |                      |
| World Oza                    | 1 (2008)                   |                      |
| BC Card Cup                  | 1 (2009)                   | 1 (2011)             |
| Samsung Cup                  | 1 (2010)                   | 2 (2011, 2012)       |
| Mlily Cup                    |                            | 1 (2013)             |
| Totale                       | 8                          | 4                    |
| Totale in carriera           |                            |                      |
| Totale                       | 51                         | 17                   |